# Отто III (маркграф Бранденбургу)
Отто III Побожний (*Otto III der Fromme бл. 1215 — 9 жовтня 1267) — 6-й маркграф Бранденбургу у 1220—1267 роках (спільно з братом Йоганом I).
Нащадок Великого князя Київського Володимира Святого та Святополка Ізяславича. По материнській лінії був нащадком Великих князів Київських Володимира Святого та Ярослава Мудрого.

## Життєпис
Походив з роду Асканіїв. Молодший син Альбрехта II, маркграфа Бранденбургу, та Матильди фон Гройч. Народився у 1215 році. Після смерті у 1220 році свого батька разом зі братом Йоганом розділив владу в Бранденбурзі.
Втім у 1220—1221 роках регентом був Альбрехт, архієпископ Магдебургу. Йому допомагав Генріх I Асканій, граф Ангальт. У 1221 році регентшею стала мати братів, яка викупила цю посаду за 1900 срібних марок. Граф Ангальт продовжив допомагати в регентстві. Того ж року Альбрехт I, герцог Саксонії, намагався розширити свої володіння за рахунок Бранденбургу. Проте зустрів спротив Генріха фон Ангальта. Після цього Матильда фон Гройч керувала Бранденбургом до самої смерті у 1225 році.
З цього моменту Отто III з братом поступово перебрали управління державою. 1227 року вони надали підтримку Отто I в боротьбі за герцогства Брауншвейг-Люнебург. 1229 року стався короткочасний конфлікт з Альбрехтом I, архієпископом Магдебургу.
У 1230—1245 роках Отто III та Йоган I придбали решту частини Барніму та південь Уккермарк до річки Вельсе. У 1236 року у Вартіслава III, герцога Померанії, викуплено володіння Старгард, Бесеріц та Вустов (за угодою в Креммені). Водночас фактично було викуплено Ноймарк (на схід від Одера). Цю область швидко заселено німецькими колоністами.
1231 року Отто III спільно з братом було посвячено на лицарів. Відтоді Отто III та Йоган I стали фактичними маркграфами. 1235 року був учасником рейхстагу в Майнці, де було оголошено загальноімперський мир. Водночас Отто III з братом отримав привілеї електора (виборника) імператора. 1239 року в Шпандау засновано бенедектинський монастир Святої Марії.
1239 року в Отто III та його брата виник конфлікт на півдні Бранденбурга з Генріхом III, маркграфом Мейссена та Нижньої Лужици, який спробував розширити територію Нижньолужицької марки за рахунок Бранденбурга. В результаті війни, що завершилася 1245 року, Отто III разом з братом завдали супротивнику поразки. Генріх III був змушений поступитися Бранденбургу містами Тельтов, Кепенік (столицю слов'янського племені спревян) і Міттенвальде. Водночас у 1239 році військо Отто III завдали поразки польській армії Генріка II. Останній вимушений був поступитися містом Санток на користь Бранденбургу.
Спільно з братом заснував декілька міст, приділивши особливу увагу розвитку міст Кельн і Берлін (1240 року їм надано статуси міст), з яких згодом утворилася столиця під єдиною назвою Берлін. У 1230-х роках було створено ринки в містах Шпандау, Кельн та Пренлау. 1244 року оженився на доньці короля Богемії, отримавши як посаг маркграфство Верхня Лужица.
У 1246—1247 роках надав підтримку Генріху Распе, якого було оголошено королем Німеччини. 1249 року Отто III спільно з братом придбали Любузьку землю, завдяки чому кордони Бранденбурга досягли річки Одер. 1250 року було укладено Ландінський договір з Померанією, за яким Отто III та Йоган I отримали північну частину Уккермарка в обмін на частину області Вольгаст.
У 1251 році підтримав короля Вільгельма II Голландського. Разом з братом у 1253 році надав статус міста Франкфурту-на Одері.
У 1254 року брати віддали голоси за Альфонса Кастильського, претендента на трон Німеччини. Того ж року уклав союз з Генріхом III, князем Вроцлав-Сілезьким, спрямованим проти князівства Великопольського.
У 1256 році Отто III став кандидатом на трон імператора Священної Римської імперії. 1258 року заснував цистерціанський монастир в Марінзеє на північному сході сучасного Барніму, за що отримав прізвисько «Побожний».
Отто III з Йоганом I заздалегідь вирішили питання спадщини, розділивши його на дві лінії — Йоганівську і Оттонівську. Отто III отримав Шпандау, Зальцведель, Барнім, Любузьку та Старгардську області. після смерті брата у 1266 році став одноосібним володарем Бранденбургу, проте вже 1267 року Отто III помер у Бранденбург-на-Гафелі. Після цього держава розділилася на Бранденбург-Штендаль (правили нащадки Йогана I) та Бранденбург-Зальцведель (правили нащадки Отто III).

## Родина
Дружина — Божена, донька Вацлава I, короля Богемії.
Діти:
- Йоган (1244—1268), маркграф Бранденбургу в 1267—1268 роках
- Отто (1246—1298), маркграф Бранденбург-Зальцведеля у 1267—1298 роках
- Альбрехт (1250—1300), маркграф Бранденбургу в 1267—1308 роках
- Кунігунда (д/н—1292), дружина: 1) Бели Арпада, герцога Славонії; 2) Валерана IV, герцога Лімбургу
- Отто (1255—1303), маркграф Бранденбургу в 1267—1286 роках
- Матильда (д/н—1316), дружина Барніма I, герцога Померанії.

## Генеалогія
Отто III веде свій родовід, в тому числі, й від Великих князів Київських та Королів Русі.